# Robert Gates

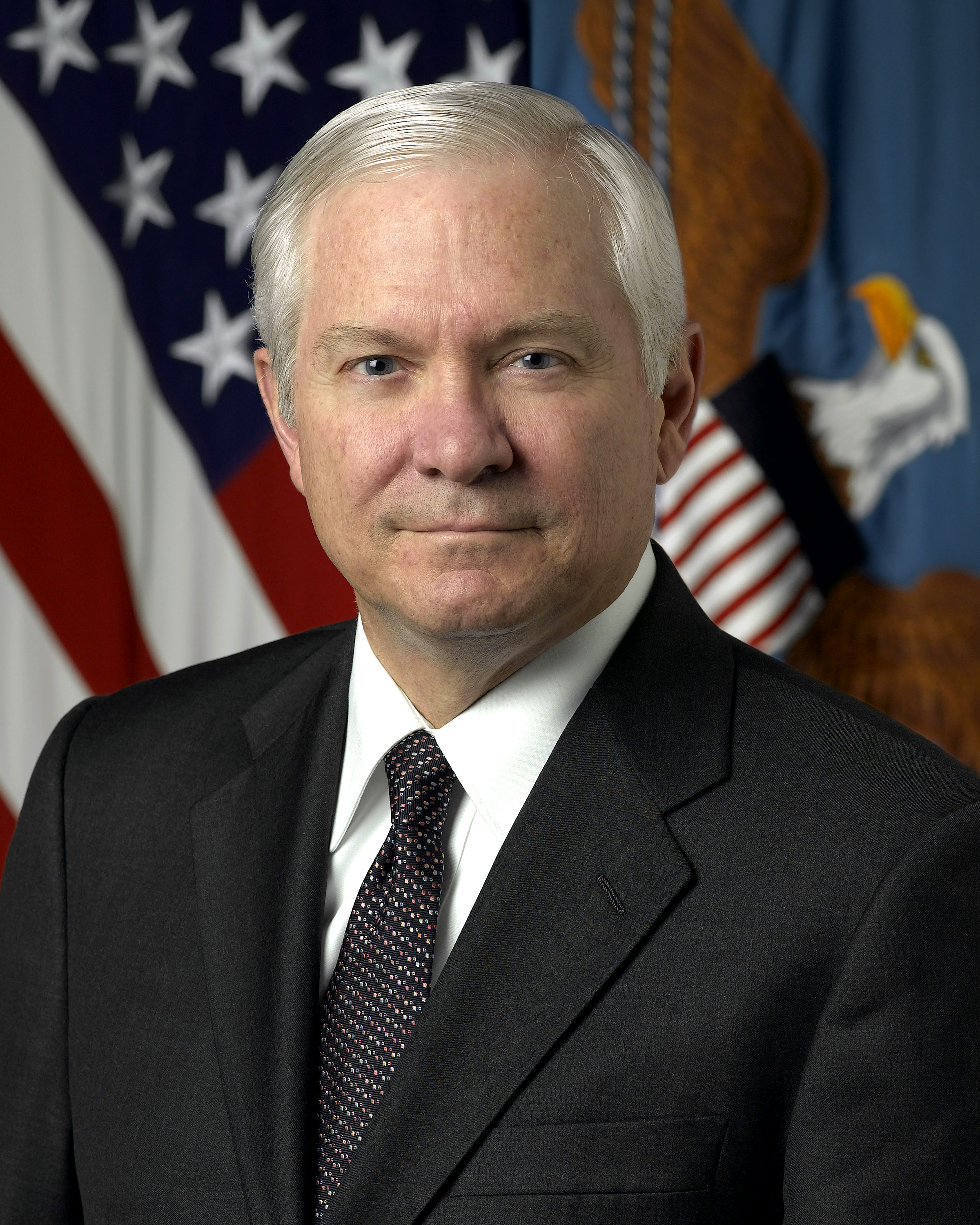
Robert Gates, 2006

Robert Michael Gates (* 25. September 1943 in Wichita, Kansas) ist ein parteiloser US-amerikanischer Politiker. Vom 18. Dezember 2006 bis zum 1. Juli 2011 war er Verteidigungsminister der Vereinigten Staaten. Er arbeitete 26 Jahre lang beim Geheimdienst Central Intelligence Agency, davon vom 6. November 1991 bis zum 20. Januar 1993 als dessen Direktor. Anschließend ging er an die Texas A&M University, deren Präsident er 2002 wurde. Am 6. Dezember 2006 wurde er sowohl von den Republikanern als auch von den Demokraten im Senat mit 95 zu 2 Stimmen als Verteidigungsminister bestätigt, nachdem er von US-Präsident George W. Bush ernannt worden war. Präsident Barack Obama nominierte Gates 2008 wieder, sodass er bis zu seinem Rücktritt im Jahr 2011 weiterhin als Verteidigungsminister Teil des Kabinetts war.

## Kindheit und Ausbildung
Als Bürger von Wichita, Kansas, erreichte Gates den Rang eines Eagle Scout in den Boy Scouts of America. Er absolvierte die Wichita East High School im Jahre 1961. Gates erhielt seinen Bachelor in Geschichte vom College of William and Mary im Jahre 1965 und seinen Master in Geschichte von der Indiana University 1966 sowie den Grad Doctor of Philosophy (Ph.D.) in russischer und sowjetischer Geschichte von der Georgetown University 1974.

## Karriere

### Nachrichtendienst

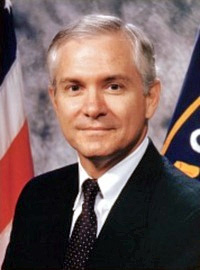
Robert Gates in den 1990er-Jahren

Während Gates an der Indiana University studierte, wurde er von der CIA, dem Auslandsnachrichtendienst der USA, angeworben. Bevor er hauptamtlich für die CIA arbeitete, war er zwei Jahre lang für das Strategic Air Command tätig. Ein Teil seines Aufgabengebietes war die Missionsunterweisung von Bedienmannschaften von Interkontinentalraketen. Gates war an der Whiteman Air Force Base in Missouri stationiert.
1974 verließ Gates die CIA, um im Nationalen Sicherheitsrat zu arbeiten, kehrte jedoch im Jahre 1979 wieder zu ihr zurück. Dort wurde er 1981 zum Director of the DCI/DDCI Executive Staff (Direktor des Führungsstabes des CIA-Direktors und seines Stellvertreters) ernannt. Es folgten 1982 der Deputy Director for Intelligence und vom 18. April 1986 bis zum 20. März 1989 der Posten des Deputy Director of Central Intelligence. Anfang 1987 wurde er als Direktor der CIA nominiert, doch diese Nominierung wurde fallen gelassen, als klar wurde, dass ihr der Senat, wegen Gates umstrittener Rolle in der Iran-Contra-Affäre, nicht zustimmen würde.
Von März bis August 1989 war Gates der stellvertretende Assistant to the President for National Security Affairs und von August 1989 bis November 1991 der Assistant to the President and Deputy National Security Adviser. Am 14. Mai 1991 wurde er von George H. W. Bush erneut als Direktor der CIA nominiert und am 5. November vom Senat bestätigt, so dass er am 6. November vereidigt werden konnte. Bis heute ist er der einzige CIA-Direktor, der in der CIA von ganz unten bis ganz nach oben aufstieg. Seine Stellvertreter waren in dieser Zeit Richard J. Kerr (vom 6. November 1991 bis 2. März 1992) und Adm. William O. Studeman (vom 9. April 1992 bis zu seinem Ende als Direktor).
Während seiner 26 Dienstjahre im Nachrichtendienst war er fast neun Jahre Mitglied des Nationalen Sicherheitsrats und diente dabei vier US-Präsidenten beider großen Parteien.
Im Jahre 1996 wurden seinen Memoiren unter dem Titel From the Shadows: The Ultimate Insider's Story of Five Presidents and How They Won the Cold War veröffentlicht.

### Die Zeit nach dem Verlassen der CIA
Von 1999 bis 2001 war Gates der Dekan der George Bush School of Government and Public Service an der Texas A&M University, bevor er 2002 Präsident der Universität wurde. Daneben war er im Aufsichtsrat von Fidelity Investments und im Aufsichtsrat von NACCO Industries, Inc., Brinker International, Inc. und Parker Drilling Company, Inc. Er war ebenfalls Präsident der National Eagle Scout Association.
Im Februar 2005 lehnte er das Angebot ab, das neu eingerichtete Amt des Direktors der Nationalen Nachrichtendienste zu übernehmen. Ursprünglich wollte er bis Sommer 2007 Universitätspräsident bleiben.
Am 6. September 2011 wurde Robert Gates, als Nachfolger von Sandra Day O’Connor, zum 24. Kanzler des College of William & Mary ernannt.

### Verteidigungsminister

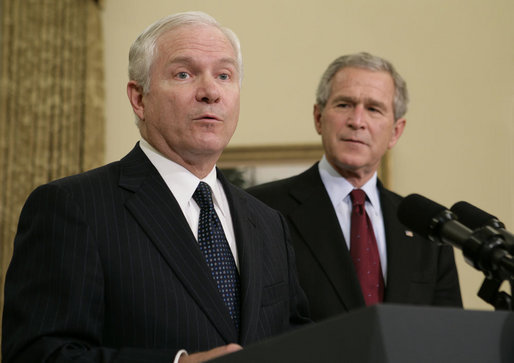
Gates während seiner Rede anlässlich seiner Nominierung zum Verteidigungsminister

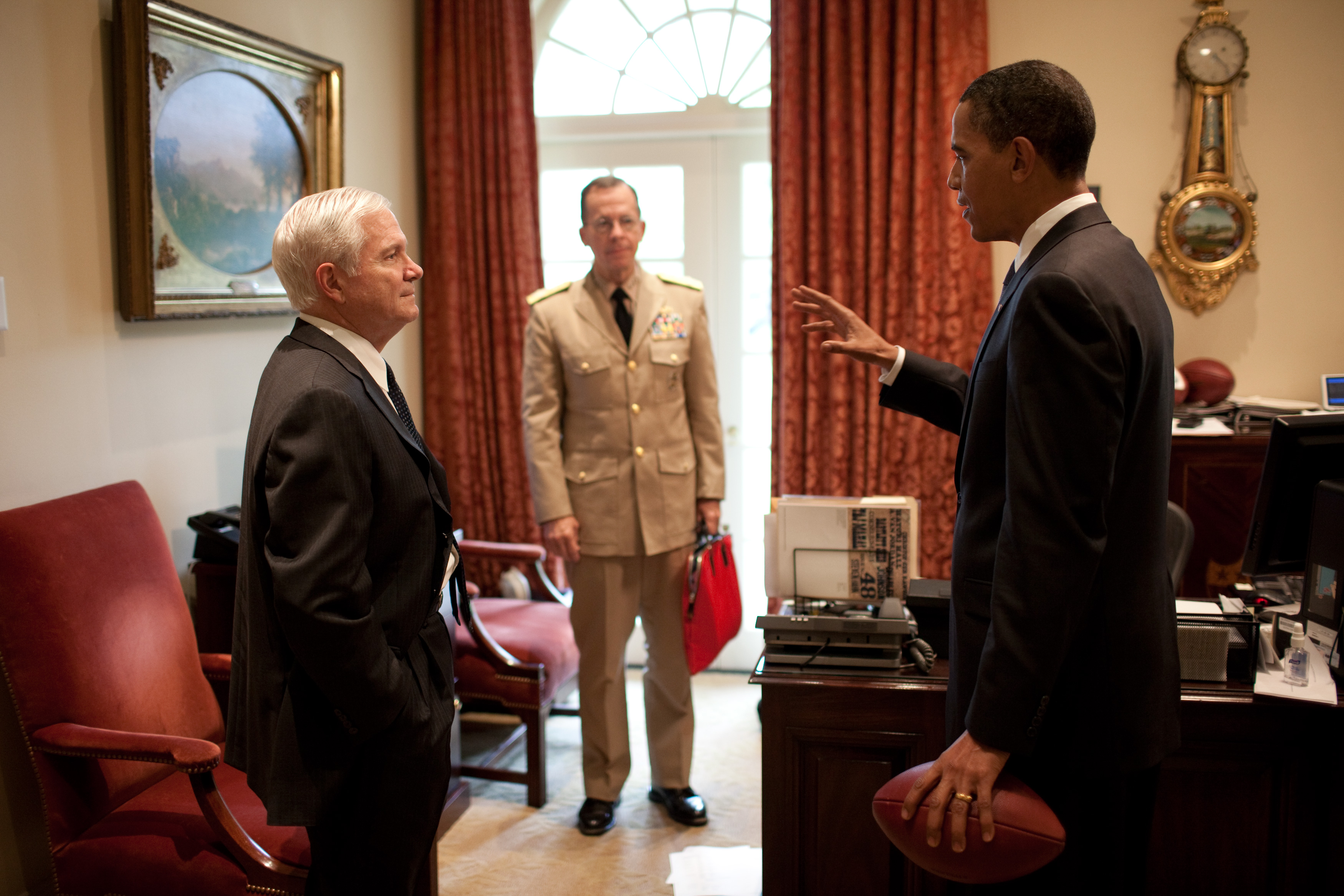
Robert Gates (links) mit Generalstabschef Michael Mullen und Präsident Barack Obama (rechts) im Westflügel des Weißen Hauses

Nach dem Rücktritt von Donald H. Rumsfeld nominierte George W. Bush Robert Gates am 8. November 2006 als Verteidigungsminister. Der Senat bestätigte die Nominierung am 6. Dezember 2006 mit 95:2 Stimmen bei drei Enthaltungen. Die Nein-Stimmen kamen von den republikanischen Senatoren Rick Santorum (Pennsylvania) und Jim Bunning (Kentucky).
Am 1. Dezember 2008 gab der demokratische Präsident Barack Obama auf einer Pressekonferenz in Chicago bekannt, dass Gates auch weiterhin Verteidigungsminister bleiben werde. Mit dem Antritt der Obama-Regierung wurde Robert Gates der erste Verteidigungsminister der Nachkriegszeit, der sowohl unter einem republikanischen als auch einem demokratischen Präsidenten diese Position innehatte.
Bei der ersten Amtseinführung von Barack Obama im Jahr 2009 war Gates Designated Survivor. Er wäre im Falle eines Anschlages auf das Kapitol der höchstrangige Überlebende gewesen und hätte die Nachfolge von Barack Obama als Präsident angetreten.
Am 16. August 2010 gab Gates seine Absicht bekannt, 2011 vom Amt des Verteidigungsministers zurückzutreten. Zum 1. Juli 2011 gab er das Amt an den bisherigen CIA-Chef Leon Panetta ab und schied damit aus dem Kabinett Obama aus.
In seiner Autobiografie Duty: Memoirs of a Secretary at War zeichnet Gates eine widersprüchliche Einschätzung von Obamas Afghanistan-Politik: Einerseits unterstellt Gates dem Präsidenten (ohne Beweise), dass dieser selbst nicht an den Erfolg der von ihm angeordneten Truppenverstärkung geglaubt habe; andererseits gesteht Gates ein, dass ebendiese Entscheidung in der Bevölkerung keineswegs populär war, erklärt jedoch nicht, weshalb Obama dann eine solch unpopuläre Entscheidung getroffen hat, wenn er angeblich selbst nicht an ihren Erfolg glaubte.

## Auszeichnungen (Auswahl)
- National Security Medal
- Presidential Citizens Medal 1992
- Aufnahme in die American Academy of Arts and Sciences 2009
- Presidential Medal of Freedom 2011
- National Intelligence Distinguished Service Medal (zweimal)
- Distinguished Intelligence Medal (dreimal)
- div. Ehrendoktorwürden (u. a. College of William and Mary, Indiana University, Yale University)

## Publikationen
- Duty: Memoirs of a Secretary at War. Knopf, New York 2014, ISBN 978-0-307-95947-8 (Über das Buch)